# Кол дел Фико (Латина)
Кол дел Фико је насеље у Италији у округу Латина, региону Лацио.
Према процени из 2011. у насељу је живело 90 становника. Насеље се налази на надморској висини од 19 м.